# Слободан Крџић
Слободан Крџић (Чачак, 6. фебруар 1974 — Беланица, 2. јун 1999) био је редов Оружаних снага СР Југославије, заменик команданта извиђачко-диверзантске чете 252. краљевске оклопне бригаде.

## Биографија
Родом је из Чачка, родитељи су му били Добривоје и Лиљана, имао је и брата Радишу, деду Миленка и баку Даринку. Учествовао у Косовском рату, био заменик команданта извиђачко-диверзантске чете у 252. кралевској оклопној бригади. Његове колеге су га окарактерисале као физички моћног и храброг борца. 
Дана 2. јуна 1999. године учествовао је у операцији против снага Ослободилачке војске Косова, укопаних у село Беланица код села Малишево. Група руских добровољаца учествовала је у операцији у саставу извиђачке чете 252. бригаде. Током акције Крџа, наоружан снајперском пушком, заузео је таван једне од кућа и из њега пуцао на једног од бораца ОВК, који се налазио на другој страни куће, кријући се иза зидова. 
Током борбе, Албанци су најгушће пуцали са објеката у дубини села и са положаја у згради основне школе. Командант извиђачке групе Тара, Крџа и један руски добровољац одлучили су да се с тавана спусте на доњи спрат, где су намеравали да заузму положаје како би Албанце задржали ван куће (још три руска добровољца су остала на тавану, наоружани снајперском пушком и митраљезом). Борци са снајперима стајали су са обе стране тавана, а у средини је био митраљезац, који се после одласка Крџе и Таре налазио поред прозора. Убрзо су се Албанци приближили кући на удаљености од 50-100 м, отворивши јаку ватру из десетак митраљеза. Тара, Крџа и још један Рус попели су се на таван куће, водећи борбу против непријатеља. 
На врхунцу битке дошло је до јаке експлозије, услед чега су руски добровољци и командант Таре били гранатирани и распршени ударним таласом. Крџић је задобио тешке ране од гелера у груди, које је, како је касније утврђено, задала кумулативна граната из бацача Зола: погодила је прозор поткровља на којем је седео. Ране су биле смртоносне. По наређењу Таре борци су изнели тело Крџића, скинувши са њега сву тактичку опрему и панцире. 
Крџић је постхумно одликован Орденом за заслуге у области одбране и безбедности првог степена. Од 2020. године по њему носи име једна улица у Чачку (укупно 26 улица је добило име по рођенима Чачанима погинулим у оружаним сукобима у Југославији 1991-1999).